# Penggalangan (Tebing Syahbandar)
Penggalangan is een bestuurslaag in het regentschap Serdang Bedagai van de provincie Noord-Sumatra, Indonesië. Penggalangan telt 7320 inwoners (volkstelling 2010).